# اینونسیس
اینونسیس (انگلیسی: Invensys) شرکت مهندسی بریتانیایی است، که در سال ۱۹۹۹ تأسیس شد.